# 1927 في إسبانيا
فيما يلي قوائم الأحداث التي وقعت خلال عام 1927 في إسبانيا.

## سياسة

### تعيين في المنصب
- 30 يناير – فرانثيسكو فرانكو رئيس وزراء إسبانيا.
- 1 فبراير – ميغيل بريمو دي ريفيرا Minister of State of Spain ‏.

## مواليد

### أبريل
- 18 أبريل – رامون ميندوزا لاعب كرة قدم إسباني.
- 23 أبريل – مانويل ريفيرا رسام إسباني.

### نوفمبر
- 15 نوفمبر – خوان سيجارا لاعب كرة قدم إسباني.
- 24 نوفمبر – ألفريدو كراوس مغني إسباني.

### ديسمبر
- 13 ديسمبر – خوان ألونسو لاعب كرة قدم إسباني.

## وفيات

### أبريل
- 20 أبريل – إنريكي سيمونيه (مواليد 1866) رسام إسباني.

### مايو
- 11 مايو – خوان غريس (مواليد 1887) رسام إسباني.